# Caterina Granz
Caterina Granz (Berlín, 14 de marzo de 1994) es una atleta de fondo alemana especializada en 1500 metros.

## Biografía
Nacida y criada en Berlín, Granz asistió a la escuela Victor Gollancz y al Gymnasium Romain Rolland en Reinickendorf. Se graduó de la secundaria en 2012 en la Escuela Evangélica Frohnau. Inició estudios de Psicología en la Universidad Libre de Berlín.

## Carrera deportiva
Comenzó a jugar al tenis a los cuatro años. Sus entrenadores encontraron que apenas mostraba signos de fatiga en el tercer set. Su resistencia también estaba en la escuela: a los 14, compitió en una competencia cruzada de las escuelas de Berlín de unos 4 km., llegando a la final y ganando. Fue aquí donde un entrenador de atletismo descubrió a Granz, quien la guio hasta el equipo deportivo LG North Berlín. Poco después, su rendimiento le llevó a presentarse a las pruebas de los 800 metros. Con sus primeros éxitos en la carrera, el tenis perdió su prioridad.
En 2010 Granz se convirtió en campeona de Alemania Sub-18 en los 800 metros, y al año siguiente fue subcampeona Sub-18 en los 1500 metros. En 2012 ocupó el tercer puesto en 1500 metros en el Campeonato de Alemania Juvenil en Pista Cubierta, fue campeona de Alemania Sub-20, e internacionalmente quedó en el decimosexto puesto en el Campeonato Mundial Junior de Atletismo de Barcelona (España). En el Campeonato de Alemania Sub-23 de ese año ganó el bronce en 800 metros.
En 2013, quedó cuarta en los 1500 metros del Campeonato de Alemania Sub-20 en pista cubierta y fue campeón nacional en la misma categoría en exterior. A nivel internacional, alcanzó el duodécimo puesto en el Campeonato Europeo de Atletismo Sub-20 de Rieti (Italia), con un tiempo de 
4:31,96 minutos.
En 2014, tras alcanzar la máxima categoría deportiva, participó en el Campeonato de Alemania en pista cubierta, quedando en sexta posición en dicha competición, así como un décimo lugar en el Campeonato de Alemania de más de 1500 metros.
En 2015, una grave lesión de talón, por la que tuvo que pasar por quirófano, apartó a Granz de las competiciones por algo más de nueve meses, con complicaciones para caminar.
En 2016 registró un quinto lugar en 1500 metros en el Campeonato de Alemania en pista cubierta. En Herten, Granz y su combinado quedaron en la cuarta plaza en el Campeonato de Alemania de Cross Country. Logró alzarse campeona de Alemania sub-23 en la disciplina de 1500 metros. En el Campeonato de Alemania, ya en máxima categoría, Granz alcanzó el cuarto lugar y el séptimo en la categorías de relevos 3 x 800 metros.
En 2018, Granz ganó dos medallas de bronce más en el Campeonato de Alemania en pista cubierta en los 3000 metros y el relevos 3 x 800 metros. En primavera se convirtió en campeona de Alemania de campo a través y ganó el bronce en individual en 5,2 km. En el Campeonato Mundial Universitario (WUC) en St. Gallen el 7 de abril, Granz se convirtió en campeona mundial estudiantil en carreras a campo a través, consiguiendo la medalla de plata. En el Campeonato de Alemania quedó cuarta en la carrera de 1500 metros y séptima el relevo de 4 x 400 metros, logrando también el bronce en los relevos 3 x 800 metros. A nivel internacional, viajó hasta Londres para competir en la Copa del Mundo de Atletismo, donde quedó cuarta en los 1500 metros, con un tiempo de 4:10,04 minutos.
En marzo de 2019, en el Campeonato Europeo de Atletismo en Pista Cubierta de Glasgow, no pudo concluir la carrera de los 1500 metros. Para julio, la suerte le cambió en la Universiada celebrada ese año en la ciudad italiana de Nápoles. Tras correr en la primera prueba, ganando con un tiempo de 4:19,15 segundos y clasificándose para la final, terminó alzándose con el oro en los 1500 m mejorando su tiempo en casi diez segundos (4:09,14 segundos). Por último, en octubre, en el Campeonato Mundial de Atletismo de Doha (Catar), no pasó de la fase preliminar, tras quedar en la marca general en el trigésimo primer puesto de los 1500 m y una marca de 4:12,36.
En el Campeonato de Alemania en pista cubierta en 2020, ganó sendas medallas de plata en 1500 y 3000 metros en dos días consecutivos, por detrás, en ambas, de Hanna Klein.
Para el curso de 2021, reanudada buena parte de las competiciones tras la primera ola de la pandemia por coronavirus, Granz participó en marzo en la prueba del Campeonato Europeo de Atletismo en Pista Cubierta, que tuvo lugar en la ciudad polaca de Toruń. Pese a quedar tercera en su ronda clasificatoria, solo pasaban a la siguiente fase los dos primeros de cada una más los mejores tiempos. Sin pasar a la siguiente, quedó al final en la decimocuarta plaza de los 1500 metros, con 4:13,53 minutos. Posteriormente, viajó a Japón con la expedición alemana para competir en sus primeros Juegos Olímpicos. El 2 de agosto corrió la clasificación de su especialidad en la primera carrera del turno, donde quedó novena, con un tiempo de 4:06,22 minutos. Pese a estar lejos de los puestos directos, pasó a semifinales al entrar dentro de los mejores tiempos. Dos días después, el 4 de agosto, corrió la primera de las semifinales, donde no pudo mejorar sus tiempos, ya que acabó duodécima -penúltima- en pista con 4:10,93 minutos. En las dos carreras en las que compitió, compartió escenario con la keniata Faith Kipyegon, que no solo ganó ambas carreras, también se alzó con el oro olímpico.

## Resultados por competición

### Por temporada
| Representando a Alemania | Representando a Alemania                          | Representando a Alemania | Representando a Alemania | Representando a Alemania | Representando a Alemania |
| ------------------------ | ------------------------------------------------- | ------------------------ | ------------------------ | ------------------------ | ------------------------ |
| Año                      | Competición                                       | Lugar                    | Puesto                   | Modalidad                | Marca (min.)             |
| 2012                     | Campeonato Mundial Junior de Atletismo            | Barcelona                | 16.ª (H)                 | 1500 m                   | 4:21,25                  |
| 2013                     | Campeonato Europeo de Atletismo Sub-20            | Trieste                  | 12.ª                     | 1500 m                   | 4:31,96                  |
| 2018                     | Copa del Mundo de Atletismo                       | Londres                  | 4.ª                      | 1500 m                   | 4:10,04                  |
| 2019                     | Campeonato Europeo de Atletismo en Pista Cubierta | Glasgow                  | -                        | 1500 m                   | DNF                      |
| 2019                     | Universiada                                       | Nápoles                  | 1.ª                      | 1500 m                   | 4:09,14                  |
| 2019                     | Campeonato Mundial de Atletismo                   | Doha                     | 31.ª (H)                 | 1500 m                   | 4:12,36                  |
| 2021                     | Campeonato Europeo de Atletismo en Pista Cubierta | Toruń                    | 14.ª (H)                 | 1500 m                   | 4:13,53                  |
| 2021                     | Juegos Olímpicos                                  | Tokio                    | 12.ª (SF1)               | 1500 m                   | 4:10,93                  |

### Mejores marcas
| Disciplina                   | Marca         | Lugar    | Fecha                 |
| ---------------------------- | ------------- | -------- | --------------------- |
| 800 metros (exterior)        | 2:03,46 min.  | Berlín   | 11 de mayo de 2019    |
| 800 metros (pista cubierta)  | 2:04,08 min.  | Erfurt   | 2 de febrero de 2021  |
| 1500 metros (exterior)       | 4:05,60 min.  | Szczecin | 15 de agosto de 2019  |
| 1500 metros (pista cubierta) | 4:10,33 min.  | Dortmund | 7 de febrero de 2021  |
| 3000 metros (exterior)       | 9:13,12 min.  | Kiel     | 30 de abril de 2016   |
| 3000 metros (pista cubierta) | 8:56,29 min.  | Dortmund | 18 de febrero de 2018 |
| 5000 metros (exterior)       | 15:46,64 min. | Nimega   | 8 de junio de 2018    |
| 5 kilómetros                 | 15:32 min.    | Berlín   | 12 de julio de 2020   |
| 10 kilómetros                | 32:47 min.    | Berlín   | 7 de junio de 2020    |